# Дєльцова Олена Іванівна
Олена Іванівна Дєльцова (Дельцова) (3 травня 1944, Нижня Салда — 4 березня 2023, Івано-Франківськ) — українська науковиця-морфолог, гістолог, педагог. Доктор медичних наук (1988), професор (1991). Дослідниця нейросудинних взаємозв'язків у травній трубці в нормі та при патології, проблем екологічної гістології, впливу на організм хімієпрепаратів, які застосовуються в онкології.
Понад 55 років — наукова співробітниця та педагог Івано-Франківського державного медичного інституту (пізніше — національний медичний університет; 1967—2023), з яких 8 років — завідувачка кафедри гістології, цитології та ембріології. Авторка майже 400 наукових робіт, зокрема близько 5 авторських свідоцтв на винаходи. Учениця професора Юхима Мельмана.

## Життєпис
Народилась 3 травня 1944-го року у місті Нижня Салда, РРФСР. Невдовзі після народження переїхала разом з родиною до Станіслава (Івано-Франківську).
У 1967-му році з відзнакою закінчила Івано-Франківський державний медичний інститут (пізніше — національний медичний університет; ІФНМУ). Учениця професора Юхима Мельмана. Відтоді ж — наукова співробітниця кафедри анатомії людини.
Через три роки закінчила аспірантуру кафедри та здобула науковий ступінь кандидата медичних наук, захистивши дисертацію на тему «Микроваскуляризация автономных нервных приборов тонкой кишки в норме, при ее временной ишемии и децентрализации».
Очолювала науково-дослідний сектор ІФНМУ, обіймала посади асистента та доцента кафедри анатомії людини. У 1988-му році перейшла на кафедру гістології, цитології та ембріології. Тоді ж захистила дисертацію та здобула науковий ступінь доктора медичних наук.
У 1991-му році затверджена у вченому званні професора. З 1997-го по 2005-й роки — завідувачка кафедри гістології, цитології та ембріології. На цій посаді займалась, зокрема питаннями оптимізації та вдосконалення методичного забезпечення навчального процесу, активізувала роботу студентського наукового гуртка.
У 2001-му році, разом з колегами, нагороджена премією Національної академії медичних наук України «за створення серії навчальних посібників для студентів вищих медичних навчальних закладів». У 2010-му році стала лауреаткою премії НАН України імені В. П. Комісаренка «за монографію „Міжтканинні взаємодії периферійного нерва в нормі та патології“».
Жила в Івано-Франківську, на вулиці Івана Пулюя, у будинку № 7. Працювала до останніх днів життя. Померла на 79-му році життя 4 березня 2023-го року. Похована на Міському кладовищі села Чукалівка.

## Наукова діяльність
Авторка майже 400 наукових робіт, зокрема близько 5 авторських свідоцтв на винаходи. Дослідниця нейросудинних взаємозв'язків у травній трубці в нормі та при патології, впливу на організм хімієпрепаратів, які застосовуються в онкології.
З приходом на кафедру гістології, цитології та ембріології розпочала цикли досліджень з екологічної гістології та впливу пестицидів. Після Чорнобильської катастрофи науковці інституту під керівництвом та за участі Олени Дєльцової досліджували зміни органів та систем організму, викликаних впливом радіації.
Багаторічний вчений секретар спеціалізованої вченої ради ІФНМУ. Членкиня Українського товариства нейронаук та Наукового товариства анатомів, гістологів, ембріологів та топографоанатомів України. Наукова керівниця та консультантка понад 5-ти докторів та кандидатів наук. Серед учнів Олени Дєльцової — науковці Сергій Геращенко, Микола Островський, Марія Грищук, Роксолана Вадюк тощо.

## Науковий доробок (частковий)
- «Гістологія та ембріологія органів ротової порожнини» / О. І. Дєльцова; Івано-Франківськ: Кальварія, 1994
- «Гістологія та ембріогенез органів ротової порожнини» / О. І. Дєльцова, Ю. Б. Чайковський, С. Б. Геращенко; Навчальний посібник. Івано-Франківськ, 1998
- «Практикум з гістології, цитології та ембріології» / Ю. Б. Чайковський, О. І. Дєльцова, С. Б. Геращенко; 2000
- «Гістологія та ембріогенез органів ротової порожнини»: навч. посіб. для студ. стоматологічних факультетів вищ. мед. навч. закладів / О. І. Дєльцова; Івано-Франківськ: Галицький тракт, 2002
- «Выдающиеся имена в гистологии»: биогр. справ. / Дельцова Е. И. [и др.] ; русскояз. версия — Ноздрин В. И., Крутых Е. Г. — Москва: Ретиноиды, 2006 (Москва: Эльф ИПР). — 130 с. : портр.; 22 см.
- «Експериментальне вивчення репаративного остеогенезу кісткових дефектів, заповнених кальцій-фосфатними біоматеріалами у поєднанні зі збагаченою тромбоцитами плазмою крові» / В. Ю. Вовк, Ю. В. Вовк, О. І. Дєльцова; Новини стоматології, 2009, с. 53-61
- «Корекція морфо-функціонального стану печінки глутаргіном при пестицидній інтоксикації 2,4-д» / О. І. Дєльцова, С. Б. Геращенко, Г. Б. Кулинич // Світ медицини та біології. — 2010. — № 2. — С. 51-55.
- «Морфо-функціональні зміни піднижньощелепної слинної залози під впливом цисплатину та їх корекція ентеросгелем в експерименті» / С. Б. Геращенко, І. М. Гвоздик, О. І. Дєльцова // Науковий вісник Ужгородського університету. Сер. : Медицина. — 2010. — Вип. 38. — С. 7-11.
- «Стовбурові клітини головного мозку в постнатальному періоді» / Ю. Б. Чайковський, О. І. Дєльцова, С. Б. Геращенко // Світ медицини та біології. — 2011. — № 4. — С. 148—153.
- «Використання жирових стовбурових клітин як альтернативного джерела в регенеративній медицині» / О. І. Дєльцова, Ю. Б. Чайковський, С. Б. Геращенко // Галицький лікарський вісник. — 2012. — Т. 19, число 3(1). — С. 9-12.
- «Використання нового списку міжнародних термінів з гістології людини в морфології та клініці органів травного тракту» / О. Д. Луцик, С. Б. Геращенко, О. І. Дєльцова, Ю. Б. Чайковський // Ліки України. — 2012. — № 3-4(1). — С. 5-8.
- «Використання оновленого списку гістологічної термінології в морфології та кардіології» / Ю. Б. Чайковський, О. Д. Луцик, С. Б. Геращенко, О. І. Дєльцова // Ліки України. — 2012. — № 1. — С. 13-14.
- «Використання оновленого списку міжнародних термінів із гістології людини в морфології та клініці нервових хвороб» / Ю. Б. Чайковський, О. Д. Луцик, О. І. Дєльцова, С. Б. Геращенко // Ліки України. — 2012. — № 9. — С. 54-56.
- «Досвід застосування комп'ютерної морфометрії в експериментальних і клінічних дослідженнях патологічного стану печінки» / С. Б. Геращенко, О. І. Дєльцова, А. Д. Захараш, Г. Б. Кулинич, О. Р. Кушнір // Прикарпатський вісник НТШ. Серія: Пульс. — 2012. — № 4. — С. 43-48.
- «Методичні підходи до послідовності викладання і використання анатомічної та гістологічної термінології будови органів дихальної системи в процесі навчання студентів медичного факультету» / С. Б. Геращенко, М. М. Островський, О. І. Дєльцова, Г. Б. Кулинич, А. Б. Зубань // Науковий вісник Ужгородського університету. Сер. : Медицина. — 2012. — Вип. 1. — С. 127—129.
- «Морфологічні зміни периферичних нервів при токсичних нейропатіях, викликаних протипухлинними препаратами» / С. Б. Геращенко, О. І. Дєльцова // Ліки України. — 2012. — № 9. — С. 57-63.
- «Реактивні зміни в структурах стінки тонкої кишки при гострій кишковій непрохідності в людини» / О. І. Дєльцова, С. Б. Геращенко, М. Г. Гончар, В. Д. Скрипко // Галицький лікарський вісник. — 2012. — Т. 19, число 3(1). — С. 122—124.
- «Стовбурові клітини великих слинних залоз» / Ю. Б. Чайковський, С. Б. Геращенко, О. І. Дєльцова // Світ медицини та біології. — 2012. — № 2. — С. 200—203.
- «Стовбурові клітини грудної залози та їх участь у канцерогенезі» / Ю. Б. Чайковський, О. І. Дєльцова, С. Б. Геращенко // Прикарпатський вісник НТШ. Серія: Пульс. — 2012. — № 4. — С. 18-26.
- «Стовбурові клітини і регенерація печінки» / О. І. Дєльцова, С. Б. Геращенко, Г. Б. Кулинич // Науковий вісник Ужгородського університету. Сер. : Медицина. — 2012. — Вип. 1. — С. 175—179.
- «Стовбурові клітини підшлункової залози дорослих та їх роль у лікуванні цукрового діабету» / Ю. Б. Чайковський, С. Б. Геращенко, О. І. Дєльцова // Галицький лікарський вісник. — 2012. — Т. 19, число 1. — С. 5-8.
- «Термінологічний супровід вивчення студентами медичного факультету захворювань печінки і підшлункової залози» / С. Б. Геращенко, О. І. Дєльцова, Г. Б. Кулинич // Світ медицини та біології. — 2012. — № 1. — С. 189—191.
- «Морфо-функціональна характеристика нейронів рухового сегментарного центру сідничого нерва при вінкристин- та етопозид-індукованій периферійній нейропатії» / С. Б. Геращенко, О. І. Дєльцова // Прикарпатський вісник НТШ. Пульс. — 2013. — № 4. — С. 139—146.
- «Нюхові нервові стовбурові клітини (нейрогенез у дорослих)» / С. Б. Геращенко, О. І. Дєльцова, Ю. Б. Чайковський // Вісник морфології. — 2013. — Т. 19, № 2. — С. 456—462.
- «Про наукову діяльність професора Ю. П. Мельмана» / В. А. Левицький, Ю. І. Попович, Л. Є. Ковальчук, С. Б. Геращенко, О. І. Дєльцова // Галицький лікарський вісник. — 2013. — Т. 20, число 1(2). — С. 8-9.
- «Стовбурові клітини ендокринних залоз» / О. І. Дєльцова, С. Б. Геращенко, Ю. Б. Чайковський // Світ медицини та біології. — 2013. — № 3(39). — С. 145—151.
- «Регенераційні можливості стовбурових клітин нирки» / С. Б. Геращенко, Ю. Б. Чайковський, О. І. Дєльцова // Український журнал нефрології та діалізу. — 2013. — № 4. — С. 39-44.
- «Стовбурові клітини органа зору та їх участь у регенерації тканин очного яблука» / Ю. Б. Чайковський, О. І. Дєльцова, С. Б. Геращенко // Офтальмологічний журнал. — 2013. — № 3. — С. 83-91.
- «Стовбурові клітини і регенерація периферійних нервів» / О. І. Дєльцова, С. Б. Геращенко, Ю. Б. Чайковський // Клінічна хірургія. — 2013. — № 7. — С. 65-68.
- «Стовбурові клітини посмугованої м'язової тканини» / С. Б. Геращенко, О. І. Дєльцова, Ю. Б. Чайковський // Науковий вісник Ужгородського університету. Сер. : Медицина. — 2013. — Вип. 1. — С. 188—191.
- «Сучасний погляд на стовбурові клітини органів дихальної системи дорослих і можливість їх участі в регенераційній терапії» / С. Б. Геращенко, Ю. Б. Чайковський, О. І. Дєльцова // Галицький лікарський вісник. — 2013. — Т. 20, число 2. — С. 6-9.
- «Сучасні погляди на стовбурові клітини шкіри дорослих та їхню участь у регенерації загального покриву» / С. Б. Геращенко, Ю. Б. Чайковський, О. І. Дєльцова // Український журнал дерматології, венерології, косметології. — 2013. — № 2. — С. 77-83.
- «Морфометричні зміни в сітківці під впливом паклітакселу» / О. І. Дєльцова, С. Б. Геращенко, Н. З. Довга // Науковий вісник Ужгородського університету. Сер. : Медицина. — 2014. — Вип. 1. — С. 11-13.
- «Зорова токсичність хіміопрепаратів таксанового ряду» / С. Б. Геращенко, О. І. Дєльцова, Н. З. Довга, Г. Б. Кулинич // Прикарпатський вісник НТШ. Пульс. — 2014. — № 4. — С. 208—214.
- «Стовбурові клітини стінки кровоносних судин» / О. І. Дєльцова, С. Б. Геращенко, Ю. Б. Чайковський // Український кардіологічний журнал. — 2014. — № 1. — С. 97-101.
- «Експериментальна паклітаксел-індукована периферійна нейропатія: ультраструктурні зміни нервових волокон» / С. Б. Геращенко, О. І. Дєльцова, О. І. Гевка, В. М. Перцович, О. Д. Марчук // Світ медицини та біології. — 2015. — № 2. — С. 121—124.
- «Цитологічні терміни у світлі нового списку гістологічної термінології» / Ю. Б. Чайковський, О. Д. Луцик, С. Б. Геращенко, О. І. Дєльцова // Вісник морфології. — 2016. — Т. 22, № 2. — С. 399—403.
- «Морфометричні зміни в сітківці під впливом паклітакселу» / Н. З. Довга, О. І. Дєльцова, С. Б. Геращенко // Вісник проблем біології і медицини. — 2017. — Вип. 3(2). — С. 55-59.
- «Вплив 2-етил-6-метил-3-гідроксипіридину сукцинату на сітківку ока при корекції паклітаксел-індукованої ретинопатії в експерименті» / Н. З. Довга, С. Б. Геращенко, О. І. Дєльцова // Український журнал медицини, біології та спорту. — 2017. — № 3. — С. 182—186.
- «Роль стовбурових клітин у ремієлінізації головного і спинного мозку» / О. І. Дєльцова, С. Б. Геращенко, Ю. Б. Чайковський // Науковий вісник Ужгородського університету. Серія: Медицина. — 2017. — Вип. 2. — С. 141—144.
- «Вплив армадіну на периферійний нерв за корекції паклітаксел-індукованої нейропатії в експерименті» / М. М. Островський, О. І. Дєльцова, О. І. Гевка, С. Б. Геращенко // Світ медицини та біології. — 2019. — № 4. — С. 218—223.
- «Вплив малих доз радіації на морфофункціональний стан піднижньощелепної слинної залози щурів» / О. І. Грищук, С. Б. Геращенко, О. І. Дєльцова, Т. Й. Аннюк, І. О. Михайлюк // Актуальні проблеми сучасної медицини. — 2019. — Т. 19, Вип. 3. — С. 121—126.
- «Морфофункціональний стан печінки під впливом паклітакселу і цисплатину в експерименті» / С. Б. Геращенко, Г. Б. Кулинич, О. І. Дєльцова, Н. М. Іванишин // Український журнал медицини, біології та спорту. — 2019. — Т. 4, № 6. — С. 40-45.

### Авторські свідоцтва на винаходи (у співавторстві)
- 2008 — «Спосіб гістохімічної експрес-діагностики життєздатності кінцівки в стані критичної ішемії, обумовленої діабетичною ангіопатією судин нижніх кінцівок (данк) за допомогою кислої фосфатази»
- 2008 — «Спосіб гістохімічної експрес-діагностики життєздатності кінцівки в стані критичної ішемії, обумовленої діабетичною ангіопатією судин нижніх кінцівок (данк), за допомогою сункцинатдегідрогенази»
- 2012 — «Спосіб експериментального дослідження регенерації кісткового дефекту в умовах системного остеопорозу»
- 2017 — «Прилад „гаряча пластинка“ („hot plate“) для визначення реакції піддослідних тварин»

## Нагороди
- 2001 — премія Національної академії медичних наук України — «за створення серії навчальних посібників для студентів вищих медичних навчальних закладів („Практикум з гістології, цитології та ембріології“, „Гістологія та ембріогенез органів ротової порожнини“, „Видатні гістологи“, „Ембріологічний словник“)»
- 2010 — премія НАН України імені В. П. Комісаренка — «за монографію „Міжтканинні взаємодії периферійного нерва в нормі та патології“»
- 2019 — вища відзнака Наукового товариства анатомів, гістологів, ембріологів та топографоанатомів України — золота медаль В. О. Беца «за досягнення в морфологічній науці»